# グルエ
グルエ（ポルトガル語: Gurúè）はモザンビークのザンベジア州の都市である。

## 経済
- 農業:茶葉生産（紅茶）

## 交通

### 道路
- 国道103号線 (モザンビーク)

## 地理
グルエはザンベジア州の北部に位置し、マラウイのブラン タイアにある国際空港から350 km 、モザンビーク最大の都市の2つであるケリマネまたはナンプラから350kmの場所にある。

## 気候
グルエは温暖な気候である。夏の気温は30°Cから34°C程で、冬の気温は17°Cから20°Cの程。熱帯気候と同様に、冬は通常乾季と呼ばれ、夏は雨季と呼ばれる。グルエの気候は、町を取り巻く山々の影響により、州の他のほとんどの地域よりもはるかに多くの降雨量がある。それは非常に涼しくて湿っている気候を作りそしてに茶葉生産に向いている。